# Alonso de Vera y Aragón el Tupí
Alonso de Vera y Aragón el Tupí (Cuzco, Virreinato del Perú, e/ enero y octubre de 1555 – Corrientes, gobernación del Río de la Plata y del Paraguay, e/ junio y agosto de 1611) fue un militar, conquistador, poblador y burócrata colonial español que ocuparía el cargo de teniente de gobernador de Corrientes desde 1588 hasta 1596.

## Biografía

### Origen familiar y primeros años
Alonso de Vera y Aragón el Tupí había nacido entre los meses de enero y octubre de 1555 en la ciudad de Cuzco, que formaba parte del gran Virreinato del Perú, siendo hijo de Pedro Díaz de Torres y de su mujer Elena, indígena de estirpe del lugar.
Además era sobrino del adelantado Juan Torres de Vera y Aragón y primo hermano de sus homónimos Alonso de Vera y Aragón y Calderón, apodado el Cara de Perro, quien fuera el fundador de la ciudad de Concepción del Bermejo, y de Alonso de Vera y Aragón y Hoces, quien en 1580 capitaneó por tierra desde Asunción el contingente de pobladores camino al abandonado puerto de Santa María de Buenos Aires.

### Asistencia a la segunda fundación de la ciudad de Buenos Aires
Alonso de Vera y Aragón el Tupí asistió a los preparativos y a la propia fundación de Buenos Aires —o bien «Ciudad de la Trinidad en el Puerto de Santa María de los Buenos Aires»—, que cofundaría con Juan de Garay, quien bajaba por vía fluvial, el 11 de junio de 1580.
Pocos días después, el 18 de junio de 1580, ya como procurador general a corte de la provincia del Río de la Plata, embarcó en la carabela San Cristóbal de la Buena Esperanza para llevar al rey Felipe II de España la noticia de la fundación de la ciudad de Trinidad en el puerto de Buenos Aires.

## Teniente de gobernador de Corrientes y deceso

### Primer habitante de Corrientes
A su cargo estuvo la preparación del terreno para la fundación de la «Ciudad de Vera», hoy Corrientes, para lo cual viajó al Brasil en un navío de su propiedad en busca de elementos necesarios; luego se estableció en el paraje de las Siete Corrientes, probablemente a mediados del año 1587, donde construyó un fortín de empalizada en las cercanías de la Punta Arazaty. Se encargó además de buscar el sitio propicio para la traza de la ciudad y de hacer las paces con las naciones de aborígenes comarcanos que habitaban el lugar.

### El Milagro de la Cruz y nombramiento como lugarteniente
Fue en este tiempo que sucedió el Milagro de la Cruz. Tras la fundación oficial por el adelantado el 3 de abril de ese año, fue designado teniente de gobernador, capitán general y justicia mayor de la recién fundada ciudad, cargo que asumió el 7 de abril de 1588 y en el cual permaneció ininterrumpidamente hasta el mes de noviembre del año 1596. Fue muy querido por todos los pobladores, quienes dejaron asentado en las Actas Capitulares que fue el "padre de esta población".

### Otros cargos burocráticos
En 1603 fue elegido alcalde ordinario de la ciudad de Corrientes en donde era encomendero pero terminó rechazando dicho nombramiento debido a una real orden que impedía el desempeño gubernamental a los parientes del adelantado.
Volvió a ocupar en el año 1607 el cargo de juez de residencia por el gobernador Hernando Arias de Saavedra; además, le cupo la revisión de la actuación de los oficiales de la Real Hacienda correntina.

### Fallecimiento
El capitán Alonso de Vera y Aragón, padeciendo una grave enfermedad, otorgó un poder para testar al capitán Andrés Lobato de Godoy y falleció en la ciudad de San Juan de Vera de las Siete Corrientes entre junio y agosto de 1611.

## Matrimonio y descendencia
Alonso de Vera y Aragón el Tupí se había unido en matrimonio con una mujer de nombre no documentado, con quien concebiría un único hijo:
- Pedro de Vera y Aragón,[1] que se casó con Inés Arias de Mansilla,[1] hija de Francisco Arias de Mansilla y de Lucía de Espinosa; al enviudar su esposa, esta se enlazaría en segundas nupcias con el maestre de campo Manuel Cabral de Melo y Alpoin (Vila do Porto de las Azores, e/1 y 4 de enero de 1591 - Buenos Aires, 1676), quien también fuera teniente de gobernador de Corrientes entre 1634 y 1636.[5]